# Momordica cochinchinensis
Gấc [IPA ɣək̚˧˦] ( Momordica cochinchinensis ) é uma trepadeira herbácea, um tipo de melão perene cultivado nos países do sudeste asiático e no nordeste da Austrália, incluindo Tailândia, Laos, Mianmar, Camboja e Vietnã . Gấc é conhecido por sua característica cor laranja-avermelhada viva resultante de seu rico conteúdo em beta-caroteno e licopeno .

## Etimologia
Como gấc</link>foi originalmente descoberto no Vietnã, é comumente chamado pelo seu nome vietnamita ( gấc</link> , pronunciado [ɣək˦˥]</link> ). A fruta também pode ser chamada trái gấc</link> ou quả gấc</link> como trái</link> ou quả</link> que significa 'fruta' em vietnamita. Nomes comuns também podem ser "Bhat Kerala" em indiano, "Makkao" em Laos, "Fahk Khao" em tailandês, "Mubiezi" em chinês, "Muricie" em francês, e em inglês adicionais incluem cabaça-gigante ("giant spine") e cabaça-doce "sweet gourd".
O nome da espécie cochinchinensis deriva da região de Cochinchina, é derivado desse nome usado para chamar o sul do Vietnã durante o período colonial francês, embora seja cultivada e consumida em muitas partes do mundo.

## História
Há cerca de 200 anos, o padre português J. Lourciso descobriu esta planta durante a sua viagem ao Vietname. Ele deu-lhe o nome de Muricia Cochinchinensis em seu livro Flora Cochinchinesis publicado em 1790. Mais tarde Sprengel descobriu que a planta pertencia ao gênero Momordica de  Linnean, que mudou de nome em 1826. Antes de ser descoberto por J. Lourciso, os efeitos do gac sobre saúde são amplamente conhecidos na China e no Vietnã, registados em documentos de medicina tradicional .

## Características
Gấc cresce como uma planta herbácea, tipo trepadeiras dióicas, o que significa que suas plantas possuem flores masculinas ou femininas, em plantas separadas, produzindo flores normalmente com 5−10 centímetros (193 pol) de comprimento que têm pétalas amarelo-claras. As flores desabrocham uma vez por ano, isoladamente ou em cachos. Seus ramos podem atingir 20 metros (70 pé) de comprimento, e suas flores desabrocham uma vez por ano, isoladas ou em feixe, cerca de dois a três meses após o plantio. As folhas de Gac são lisas, possuem lóbulos em forma de hélice divididos em 3 a 5 segmentos, de 8 a 18 cm de comprimento. Em uma estação, uma planta pode produzir de 30 a 60 frutos cerca de 5 meses após a floração, se houver fecundação (polinização cruzada das flores femininas pelas masculinas).

### Fruto

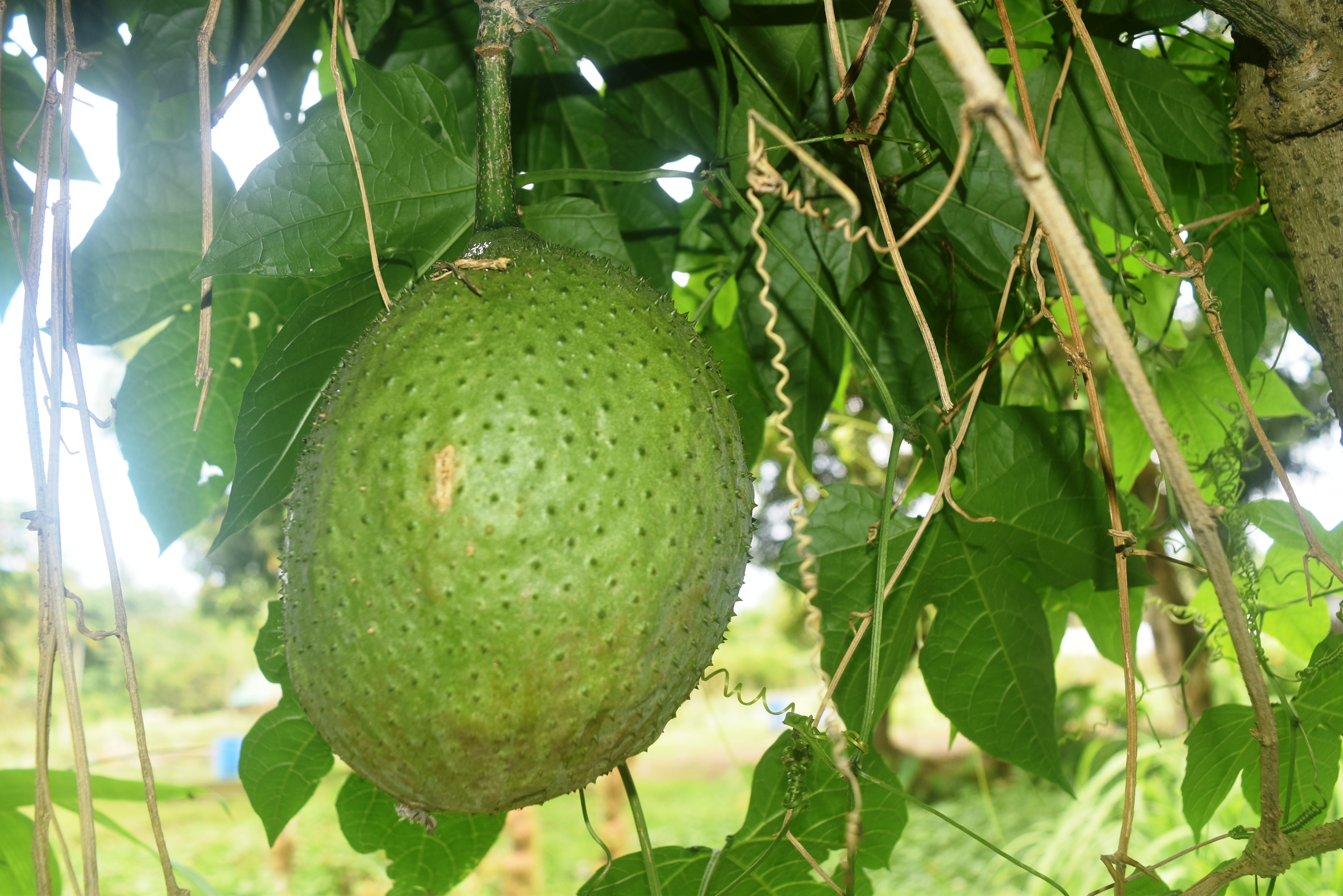
Fruta Gac, Filipinas

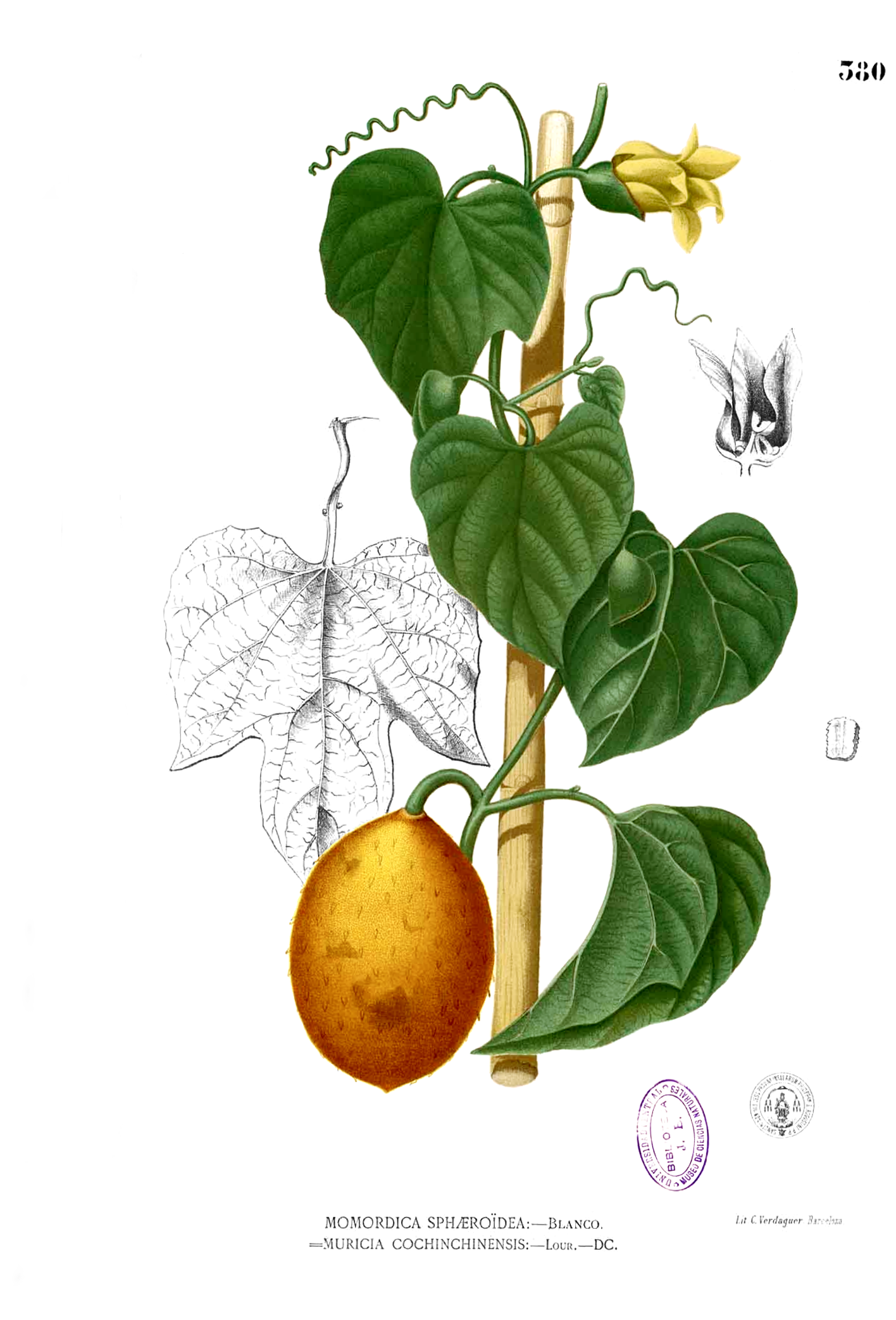
Fruta Gac

Normalmente, os frutos gấc são redondos ou oblongos, com cerca de 13 centímetros (5 pol) de comprimento e 10 centímetros (4 pol) de diâmetro, coberto por pequenos espinhos no epicarpo (parte externa). Ao amadurecer, o gấc muda gradativamente de cor, do verde ao amarelo, laranja e finalmente vermelho quando pode ser colhido. Nesse momento, a fruta está dura, mas amolece rapidamente, dificultando o armazenamento e o transporte.  A fruta madura do gac geralmente tem seis segmentos.
O fruto Gấc tem sabor suave, quase insípido e polpa densa (mesocarpo). O interior de uma fruta gấc é composto por duas partes: fruta (amarela) e membrana da semente (vermelha). Frutos maiores têm maior porcentagem de arilo comestível em volta das sementes do que frutos menores.

## Semeadura e cultivo
Como a planta gac é dióica, são necessárias plantas masculinas e femininas para o processo de reprodução; portanto, os agricultores devem ter pelo menos uma planta macho correspondente crescendo dentro ou ao redor dos cultivos para que as plantas femininas frutíferas sejam polinizadas. Quando cultivadas a partir de sementes, a proporção entre plantas masculinas e femininas é imprevisível.
A polinização pode ser facilitada por insetos, mas a polinização manual permite uma melhor produção de frutos. Novas plantas também podem ser produzidas a partir de raízes tuberosas, que é um método mais confiável, porque as sementes podem ter dificuldade em germinar dependendo de certos fatores ambientais, como dormência ou idade da planta. Outro método alternativo é enxertar material feminino no broto principal de uma planta masculina.
Para polinização máxima auxiliada por insetos, a proporção recomendada é de cerca de 1 macho para cada 10 plantas fêmeas. Se propagarem a partir de ramos, os agricultores fazem cortes diagonais (cerca de 15−20 centímetros (583 pol) de comprimento e 3−6 milímetros (117,9 pol) largura) e, em seguida, enraíze os tubérculos em água ou em meio de envasamento bem arejado e úmido antes de plantar.
Além dos países do Sudeste Asiático onde as frutas são nativas, o gac pode ser cultivado em regiões de clima subtropical. As temperaturas frias inibem seu crescimento.

## Usos

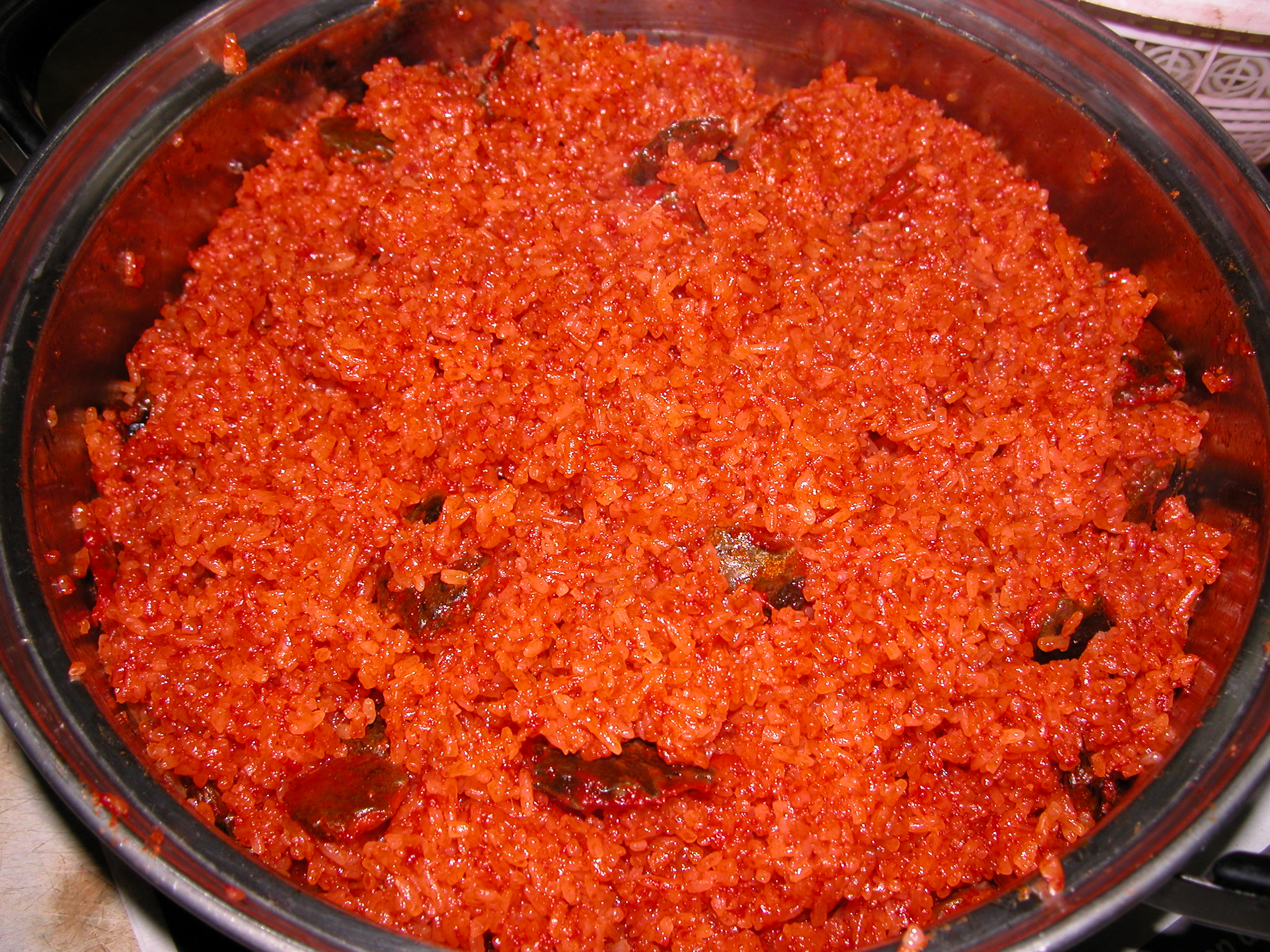
Um prato de Xôi gấc

Gấc tem sido comumente utilizado em seus países de origem, principalmente como alimento e medicina tradicional. Seu uso na medicina popular remonta há séculos na China e no Vietnã. Sementes de gấc, conhecidas lá como mù biē zǐ (que significa 'semente de tartaruga de madeira'), são usadas para uma variedade de fins internos e tópicos na medicina tradicional.
O arilo ao redor das sementes de gấc, colhidos quando os frutos estão maduros, são cozidos com arroz pegajoso para fazer xôi gấc, um prato tradicional vietnamita na cor vermelha servido em casamentos e comemorações de Ano Novo. Além disso, a fruta verde imatura também é usada como vegetal na Índia. A casca espinhosa é removida e os frutos são fatiados e cozidos, às vezes com batata ou cabaça. No Sri Lanka, gấc é usado no curry e na Tailândia, gấc é servido com sorvete.
As folhas jovens de gac tailandesas ainda são usadas como tempero indispensável em brotos de bambu fritos , um prato especial no norte da Tailândia.
O Gac pode ser processado na forma de suco de fruta ou óleo de gac, pois contém níveis relativamente elevados de nutrientes fitoquímicos.
Além do uso culinário, o gac também é usado na medicina no Vietnã. Os arilos (membranas das sementes) são usados para apoiar o tratamento de olhos secos e ajudar a melhorar a visão porque são uma boa fonte de vitamina A na forma de carotenóides . Da mesma forma, na medicina tradicional chinesa as pessoas também usam sementes de gac (sino-vietnamita: moc miet tu, 木鳖子 = sementes de gac; fruta moc miet, 木鳖果 = fruta gac) tanto para uso interno quanto na pele. A análise química da fruta gac mostra que ela possui alto teor de diversos fitonutrientes, o que tem atraído a atenção de diversos estudiosos japoneses e ocidentais.
Devido ao alto teor de beta-caroteno e licopeno, os extratos dos arilos da fruta são usados para fabricar suplementos dietéticos em cápsulas moles ou às vezes misturados em bebidas.
Pela proporção de massa, contém 70 vezes mais licopeno que o tomate. Também foi descoberto que contém 10 vezes mais beta-caroteno do que cenoura ou batata doce  . Além disso, os carotenóides presentes no gac ligam-se aos ácidos graxos de cadeia longa , resultando em maior bioatividade  . Um estudo recente mostra que o gac contém proteínas que podem prevenir o crescimento de células cancerígenas  .

## Composição
A fruta, as sementes e o óleo de sementes do Gac contêm quantidades substanciais de beta-caroteno e licopeno que, coletivamente, conferem a cor vermelho-laranja característica aos tecidos da fruta. Tanto o arilo quanto as sementes são ricos em ácidos graxos monoinsaturados e poliinsaturados, com o óleo contendo 69% de gorduras insaturadas, incluindo 35% como gorduras poliinsaturadas. Gac possui alta concentração de ácido linoléico ( ômega-6 ) e ácidos graxos ômega-3.